# 李光军
李光军（1919年1月—1995年4月28日），江苏省睢宁县人，中国人民解放军少将。
早年参加抗日战争。第二次国共内战期间，参加孟良崮战役等。1964年，担任中国人民解放军第38军军长，授少将军衔。后担任武汉军区副司令员。
子李少军中将，曾任北京军区副司令员。